# Devil’s Due Publishing
Devil’s Due Publishing (сокращённо DDP) — независимое американское издательство комиксов. Известно прежде всего тем, что издаёт комиксы и графические романы самых разных жанров, как по лицензии, так и оригинальные работы.

## История
Компания была основана как коммерческая художественная студия и печатное издательство, но вскоре она сместила свою деятельность на производство собственных комиксов и стала одним из десяти ведущих издательств комиксов в Северной Америке.
В 2005 году компания в сотрудничестве с New Millennium Theatre Company поставила спектакль «Stagefright», основанный на их серии комиксов Hack/Slash. В сентябре-ноябре того же года он исполнялся в бродвейском театре National Pastime Theater.
В 2008 году произошла реструкторизация, в результате которой произошли многочисленные изменения в ряду редакторов и менеджеров и было назначено новое руководство.
В 2009 году издательство было обвинено в невыплате нескольким авторам их части прибыли.
В 2010 году DDP и Checker Book Publishing Group открыли онлайн-сервис Devil's Due Digital, предназначенный специально для исключительно цифровых комиксов.

## Издаваемые комиксы
- Aftermath: Blade of Kumori, Aftermath: Breakdown, Aftermath: Defex, Aftermath: Infantry
- Army of Darkness: Ashes 2 Ashes, Army of Darkness: Shop Till You Drop Dead
- Barack the Barbarian
- Cannon Busters
- Chucky
- The Corps! #0[7]
- Cosmic Guard #0-6
- Dawn of the Dread Force' #0-4
- DemonWars: Demon Awakens #1-3, DemonWars: The Demon Spirit
- Drafted #1-12[8][9]
- Dragonlance (несколько ограниченных серий)
- Eberron: Eye of the Wolf
- Echoes of the Damned #1[10]
- Family Guy: Big Book o' Crap[11], Family Guy, Vol. 1: 100 Ways to Kill Lois, Vol. 2: Peter Griffin’s Guide to Parenting, Vol. 3: Books Don’t Taste Very Good
- Forgotten Realms I—VIII
- G.I. Joe (множество серий)
- Hack/Slash#0-32 (также многочисленные ван-шоты, кроссоверы и спин-оффы серии)
- I Am Legion: The Dancing Faun
- Josh Howard’s Black Harvest
- Killer7
- Kore: Lost in Abaddon, Kore and Warstone: The World of Abaddon
- Lost Squad
- Lovebunny & Mr. Hell
- Micronauts, Micronauts: Revolution (коллекционное издание Micronauts: Karza #1-4, июнь 2003, ISBN 1-58240-311-2)
- Misplaced@17, Misplaced: Somewhere Under the Rainbow
- Nightwolf
- Ninjatown: The Adventures of Wee Ninja
- The Nye Incidents #1[12]
- Proliferating ComiCulture: The Art, Rants, and Commentary of a Comic Book Upstart (июнь 2008, ISBN 1-934692-25-5)
- Sheena, Queen of the Jungle, Sheena: Trail of the Mapinguari, * The Best of the Golden Age Sheena, Queen of the Jungle
- Spooks[13][14], Spooks: Omega Team
- The Toxic Avenger and Other Tromatic Tales
- Voltron: Defender of the Universe, Voltron: A Legend Forged
- Vampire Hunter D: American Wasteland[15][16][17][18] (отменена)[19]
- The Worlds of Dungeons and Dragons
- Xombie Reanimated
- Zombies That Ate the World

### В сотрудничестве с другими издательствами
- Chaos! Comics
  - Evil Ernie #1-4
  - Purgatori #1-6

- Dabel Bros.
  - Hedge Knight #1-6

- eigoMANGA
  - Rumble Pak

- Kinetic Komicz
  - killer7 #1/2-4

- Monkey Pharmacy
  - Elsinore #4,5
  - Elsinore: Psycho Sanctii (не выпущен)

- Studio Ice
  - Megacity 909 #1-8
  - Mu #1-4

- Udon
  - Capcom Summer Special 2004
  - Darkstalkers #1-5
  - Street Fighter #1-14